# 율리야 폴리야치키나
율리야 폴리야치키나(러시아어: Юлия Полячихина, 영어: Yulia Polyachikhina, 2000년 2월 8일 ~ )는 러시아의 모델, 미인대회 우승자이다. 2018 미스 러시아 우승자이며, 2018 미스 유니버스에 러시아 대표로 참가할 예정이다.